# Église Saint-Pierre d'Ourjout
L'église Saint-Pierre d'Ourjout ou église Notre-Dame d'Ourjout est une église romane du XIIe siècle, dans le terroir du Castillonnais.

## Situation
L'édifice est situé dans les Pyrénées sur la commune de Bordes-Uchentein ex (Les Bordes-sur-Lez) dans le département de l'Ariège, dans la région Occitanie.

## Historique
Les campagnes principales de construction date du XIe siècle, XIIe siècle et XVIIe siècle. Les deux chapelles ont été ajoutées au XVIIIe siècle.
L'église Saint-Pierre d'Ourjout est classée au titre des monuments historiques par arrêté du 19 novembre 1910. 
En enlevant le retable du chœur pour sa restauration, des peintures romanes murales bien conservées ont été découvertes dans le chœur en 2012 de datation probable aux alentours de 1130,,, et comparables en de nombreux points aux peintures du Maître de Taüll.

## Description
C'est une église à simple nef avec une abside en cul-de-four dotée à l'extérieur d'une remarquable corniche à modillons au-dessus d'arcatures sur corbelets sculptés. La couverture est réalisée en ardoises irrégulières dans la tradition du Castillonnais. Le clocher-mur compte deux arcatures géminées. 

## Galerie

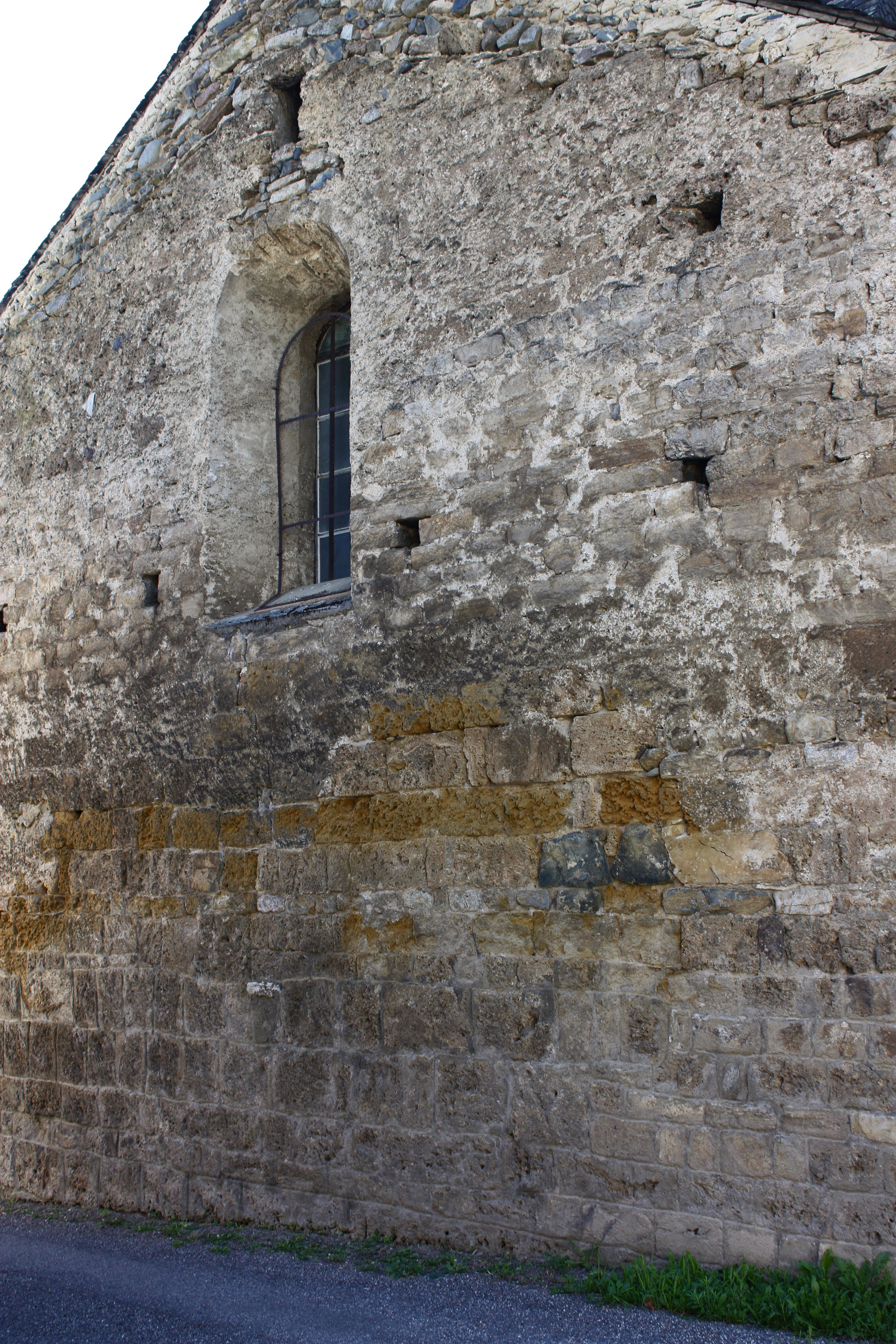
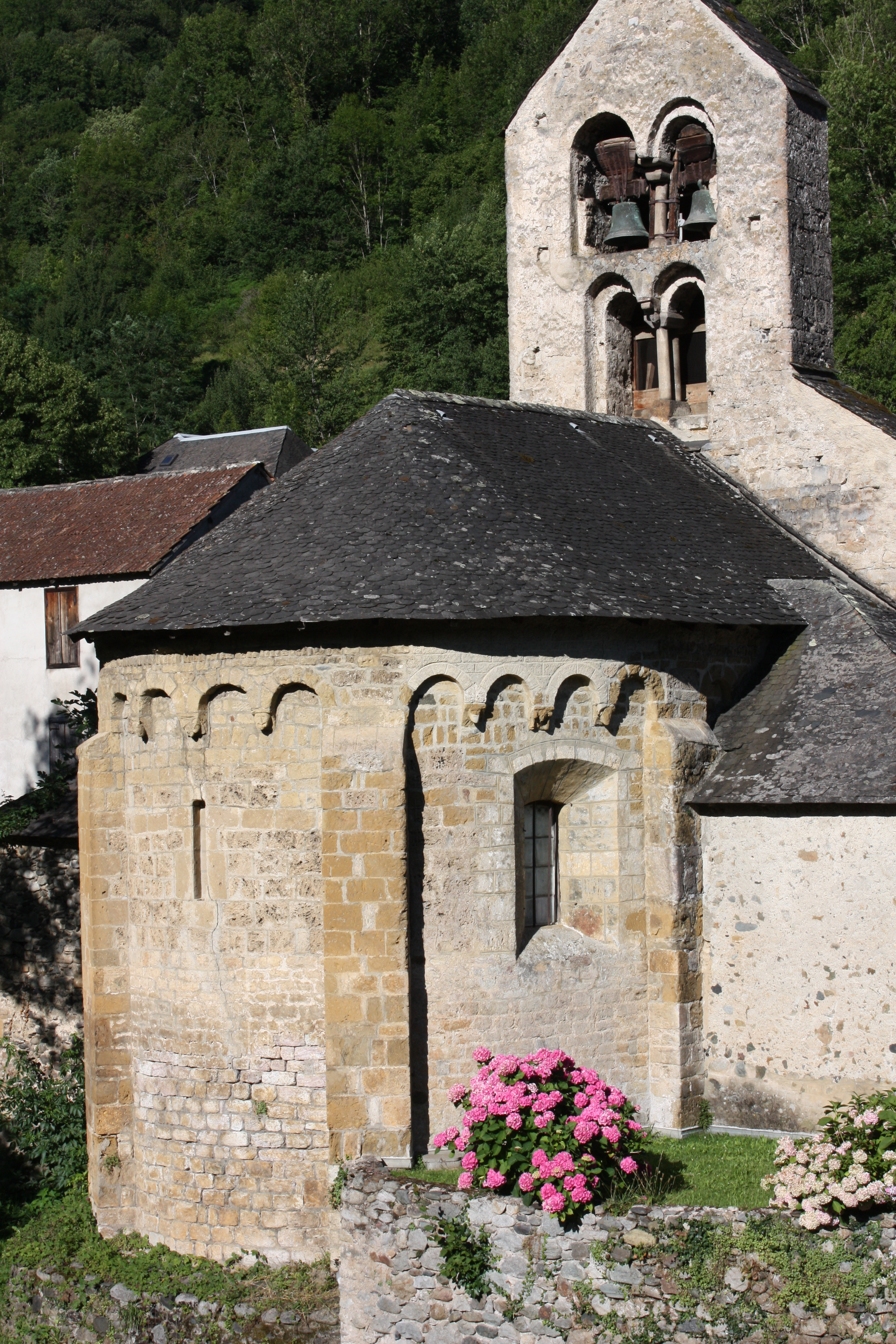
Plan rapproché.
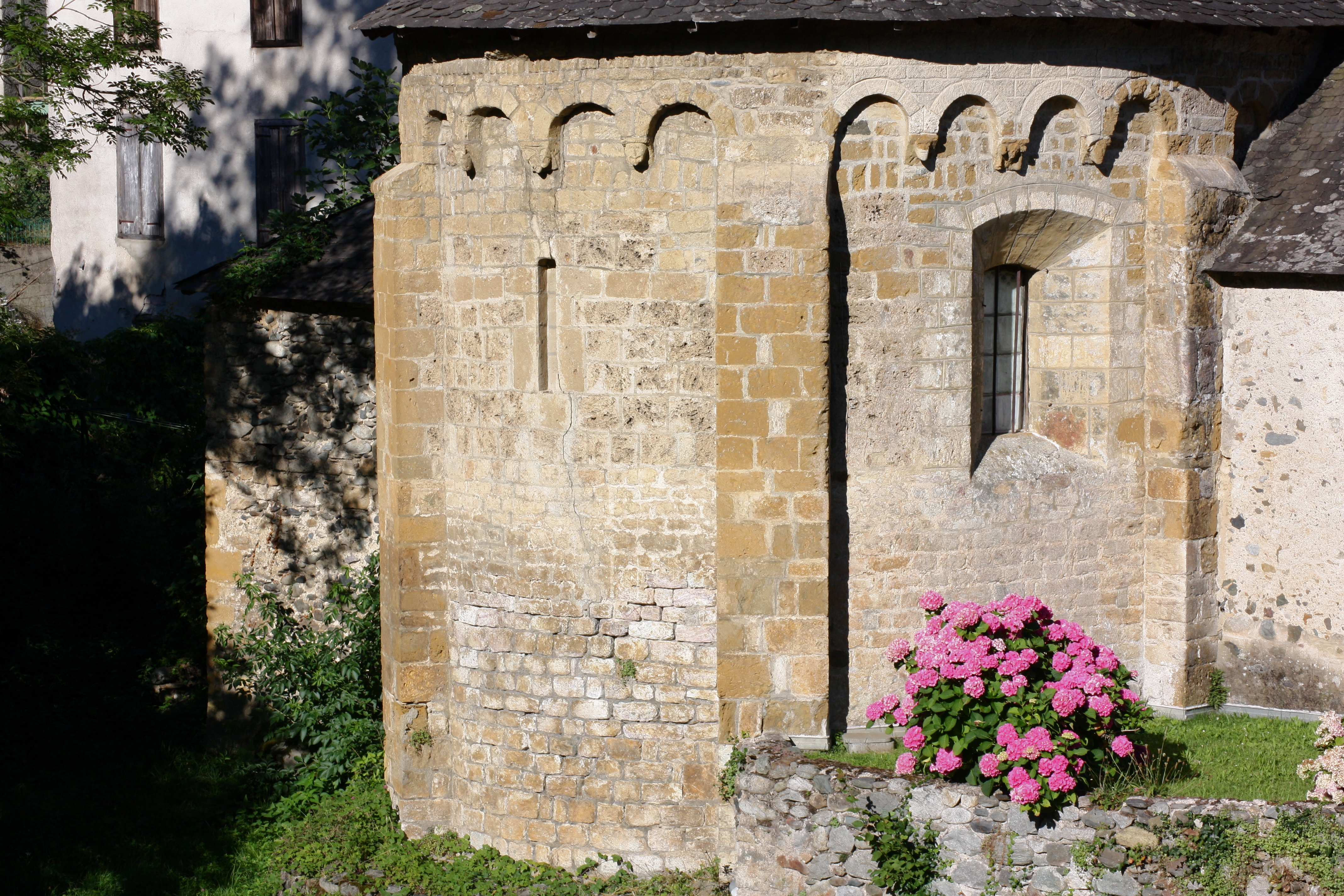
Détail.
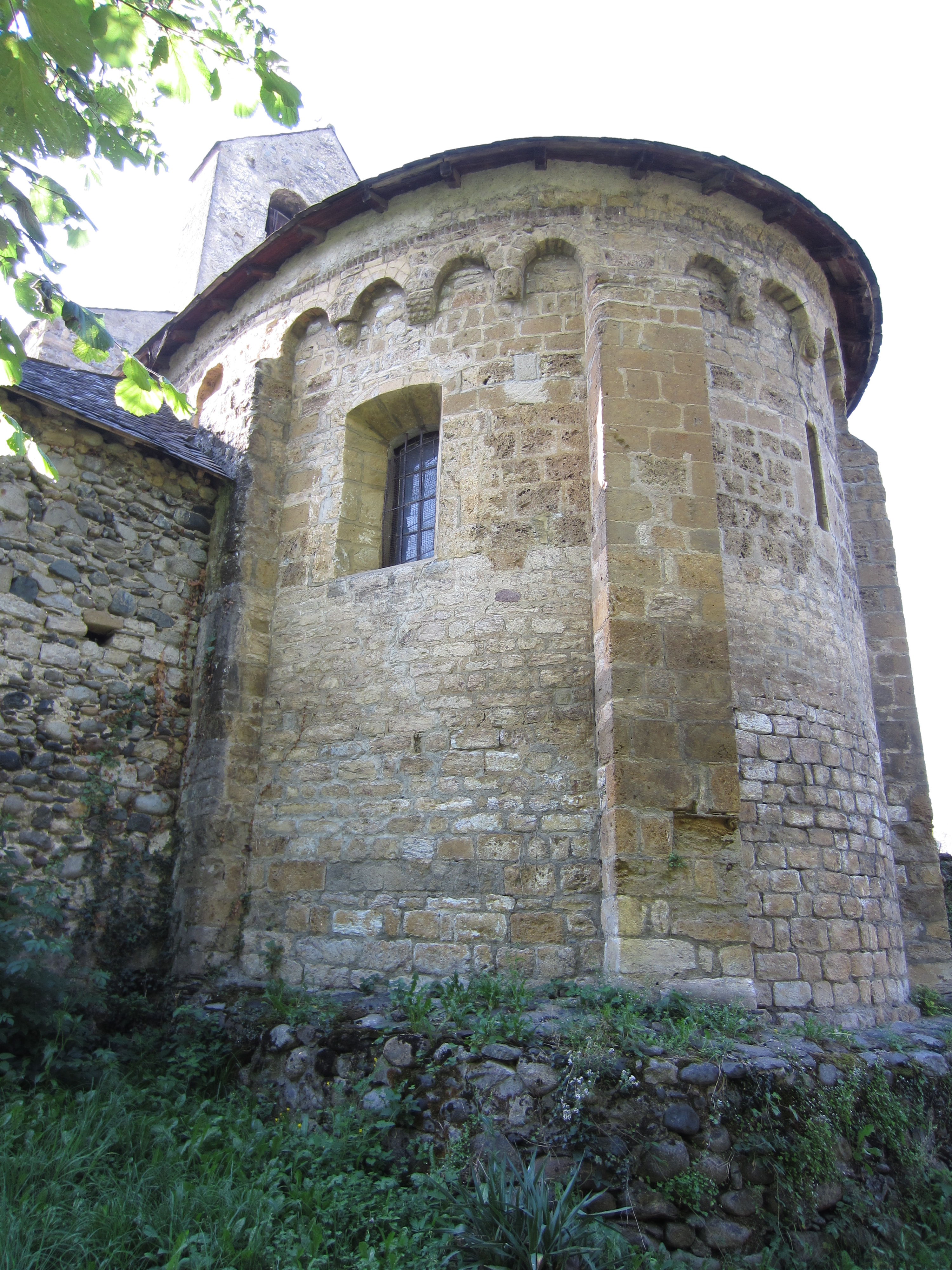
Le chevet.
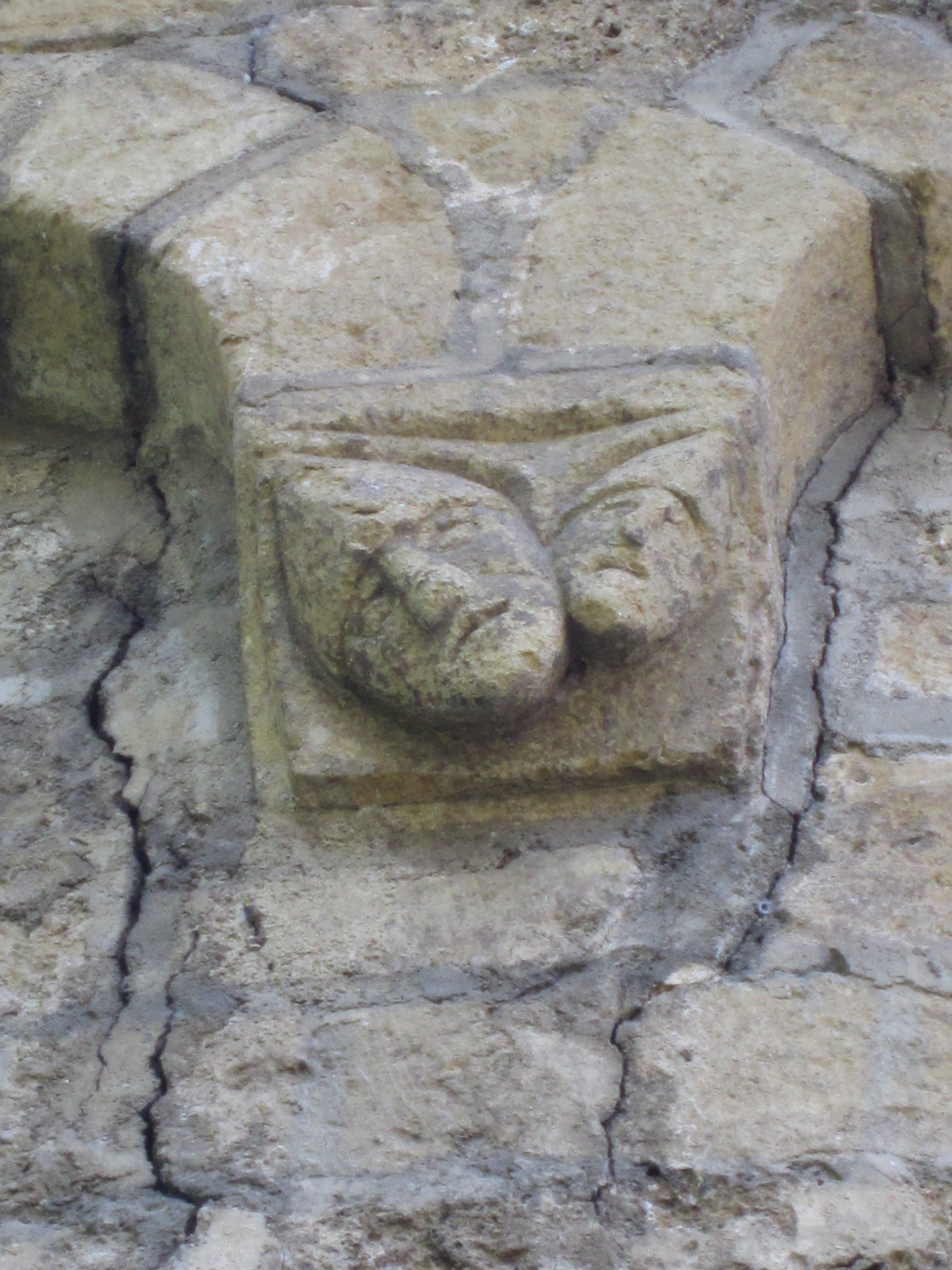
Un culot sculpté : deux têtes coiffées de chapeaux pointus.
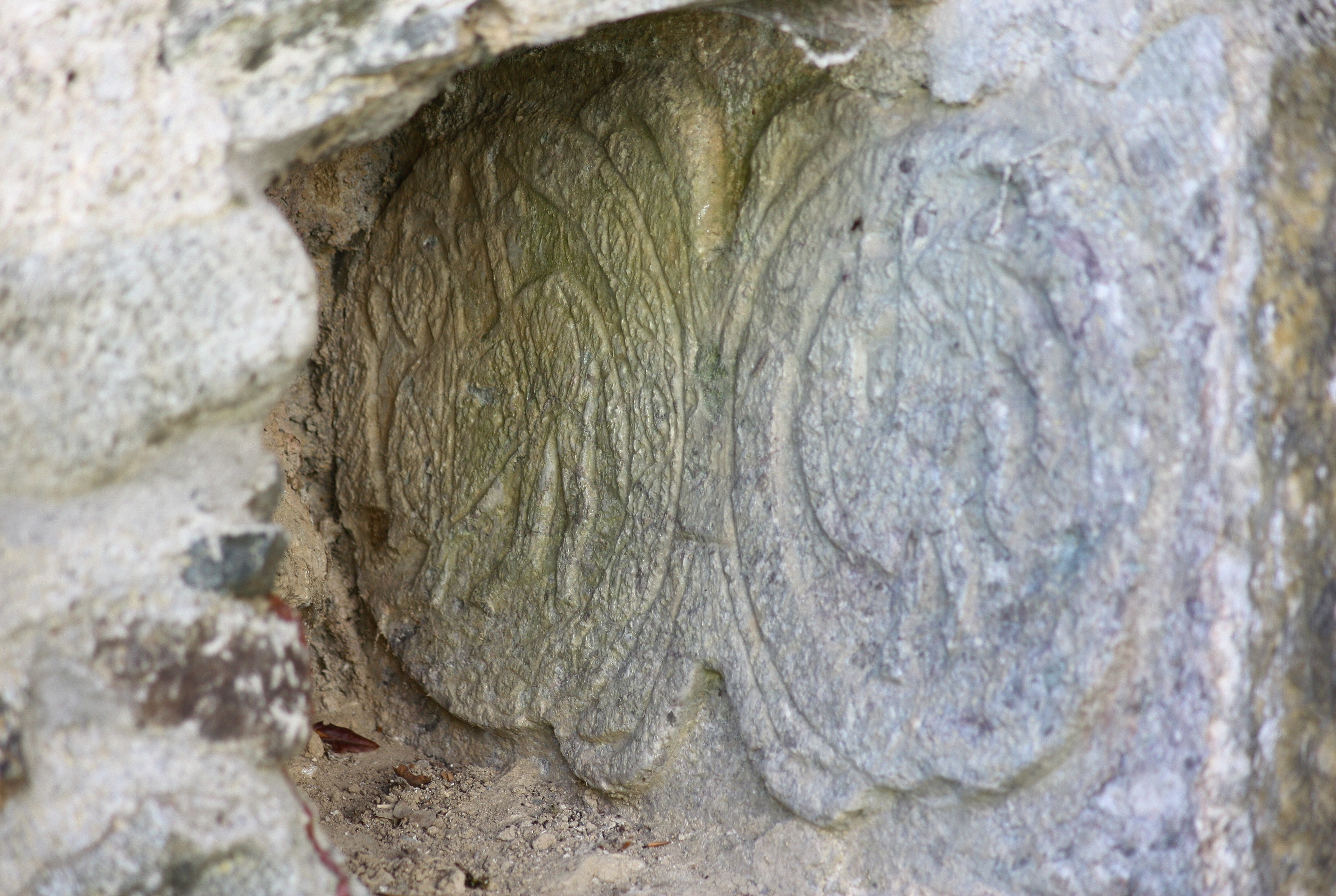
Une pierre où sont sculptés deux médaillons, sont représentés : sur celui de gauche, l'Agneau de Dieu et sur celui de droite : un coq rappelant le reniement de Pierre.
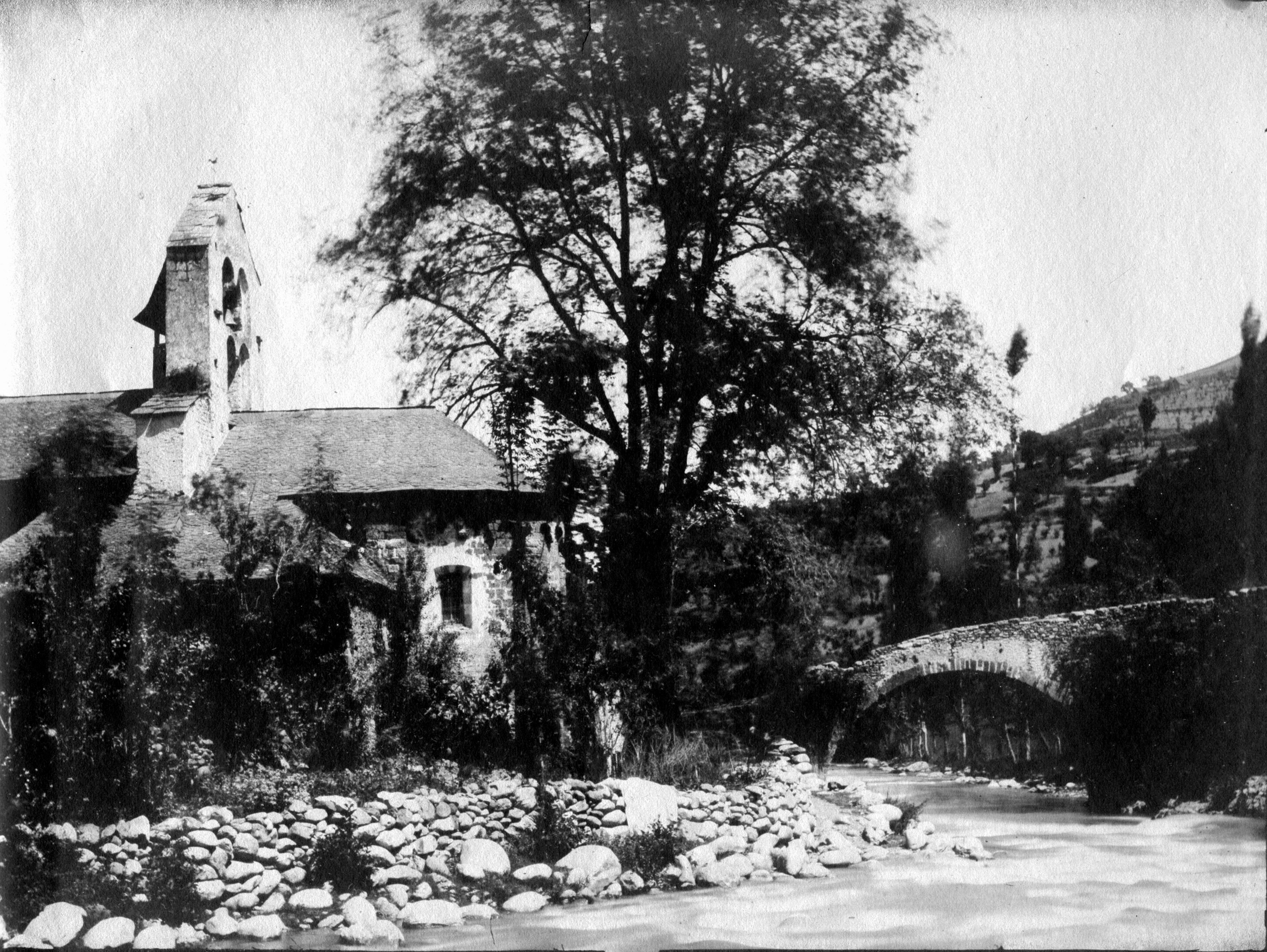
L'église en juillet 1882 (Fonds photographique Eugène Trutat).
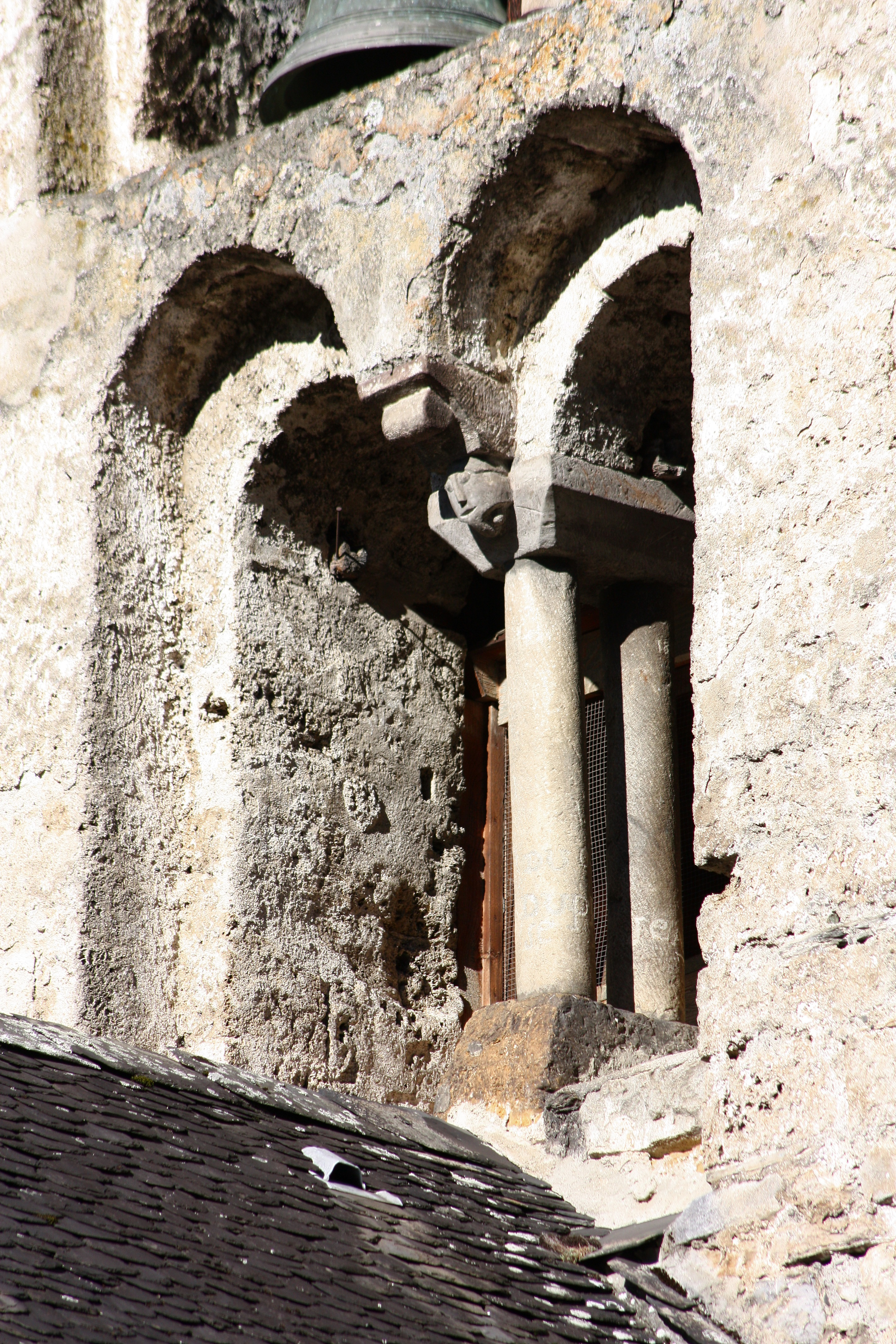
Arcatures du clocher.
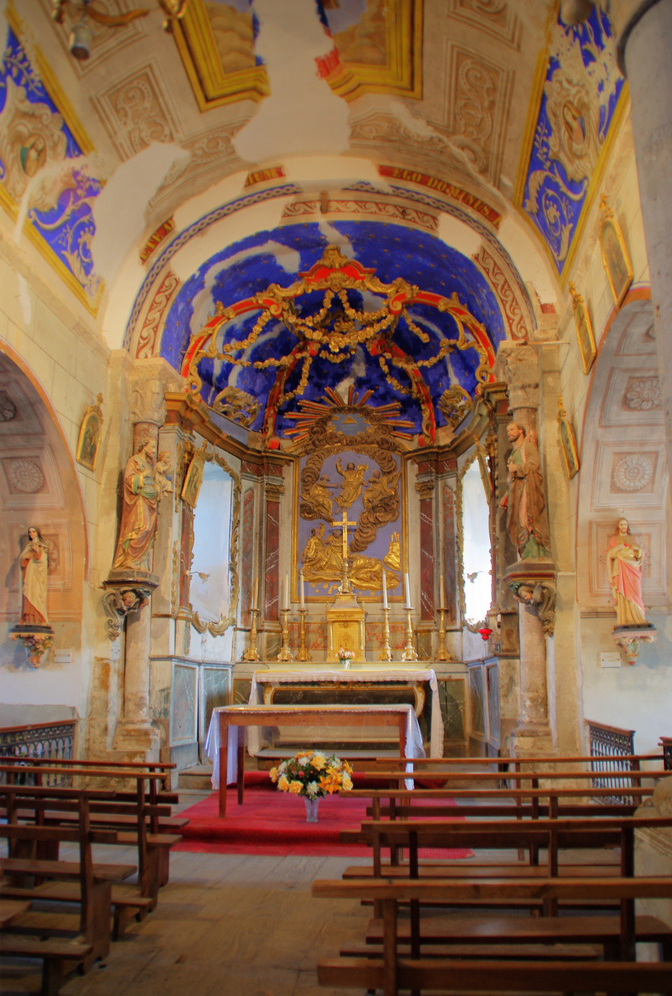
Intérieur XVIIIe siècle.

## Valorisation du patrimoine
L'association Patrimoine Art Culture de Bordes-Uchentein travaille à la rénovation et la préservation de cette église mais aussi sur le patrimoine préhistorique et historique important et remarquable de la commune. Elle édite une brochure Visites des cinq églises de 26 pages imprimée et abondamment illustrée de photographies.